# 在日本朝鮮人人権協会
在日本朝鮮人人権協会（ざいにほんちょうせんじんじんけんきょうかい、略称、人権協会）は、1994年2月に、在日朝鮮人（国籍を問わず、朝鮮半島出身者の総称として）の弁護士、司法書士、税理士、公認会計士、社労士、行政書士等の有資格者や、人権分野の研究者、活動家のもと、結成された組織。

## 機関紙
- 人権と生活